# Futbol Club Barcelona hockey sobre patines 1955
Questa voce raccoglie le informazioni riguardanti il Futbol Club Barcelona hockey sobre patines nelle competizioni ufficiali della stagione 1955.

## Risultati

### Coppa del Generalissimo
| Gior. | Incontro                  | Risultato |
| ----- | ------------------------- | --------- |
| Gir.  | Barcellona - Noia         | 5 - 1     |
| Gir.  | Barcellona - Femsa Madrid | 2 - 1     |
| FI    | Espanyol - Barcellona     | 2 - 1     |

## Rosa 1955

### Giocatori
| N° | Naz.              | Ruolo | Sportivo                 | Anno | Alt. | Peso |
| -- | ----------------- | ----- | ------------------------ | ---- | ---- | ---- |
|    | Spagna (bandiera) | P     | Luis Bel Diaz            |      |      |      |
|    | Spagna (bandiera) | P     | Garriga                  |      |      |      |
|    | Spagna (bandiera) | E     | Javier Bargallo          |      |      |      |
|    | Spagna (bandiera) | E     | Pere Gallen Balaguer     | 1934 |      |      |
|    | Spagna (bandiera) | E     | Jose Llinas Messeguer    | 1930 |      |      |
|    | Spagna (bandiera) | E     | Pere Magrina Cavalle     | 1932 |      |      |
|    | Spagna (bandiera) | E     | Joan Orpinell Queralto   | 1932 |      |      |
|    | Spagna (bandiera) | E     | Josep Maria Prieto Pueyo | 1924 |      |      |

### Staff
- 1º Allenatore:
- 2º Allenatore:
- Meccanico: